# رانا بهگوان داس
رانا بهگوان داس (انگلیسی: Rana Bhagwandas; ۲۰ دسامبر ۱۹۴۲ – ۲۳ فوریهٔ ۲۰۱۵) قاضی اهل پاکستان بود. وی در سال ۲۰۰۷ قاضی ارشد پاکستان بوده‌است.